# Gioia bordoni
Gioia bordoni is een keversoort uit de familie bladkevers (Chrysomelidae). De wetenschappelijke naam van de soort werd in 1991 gepubliceerd door Savini.